# Targum

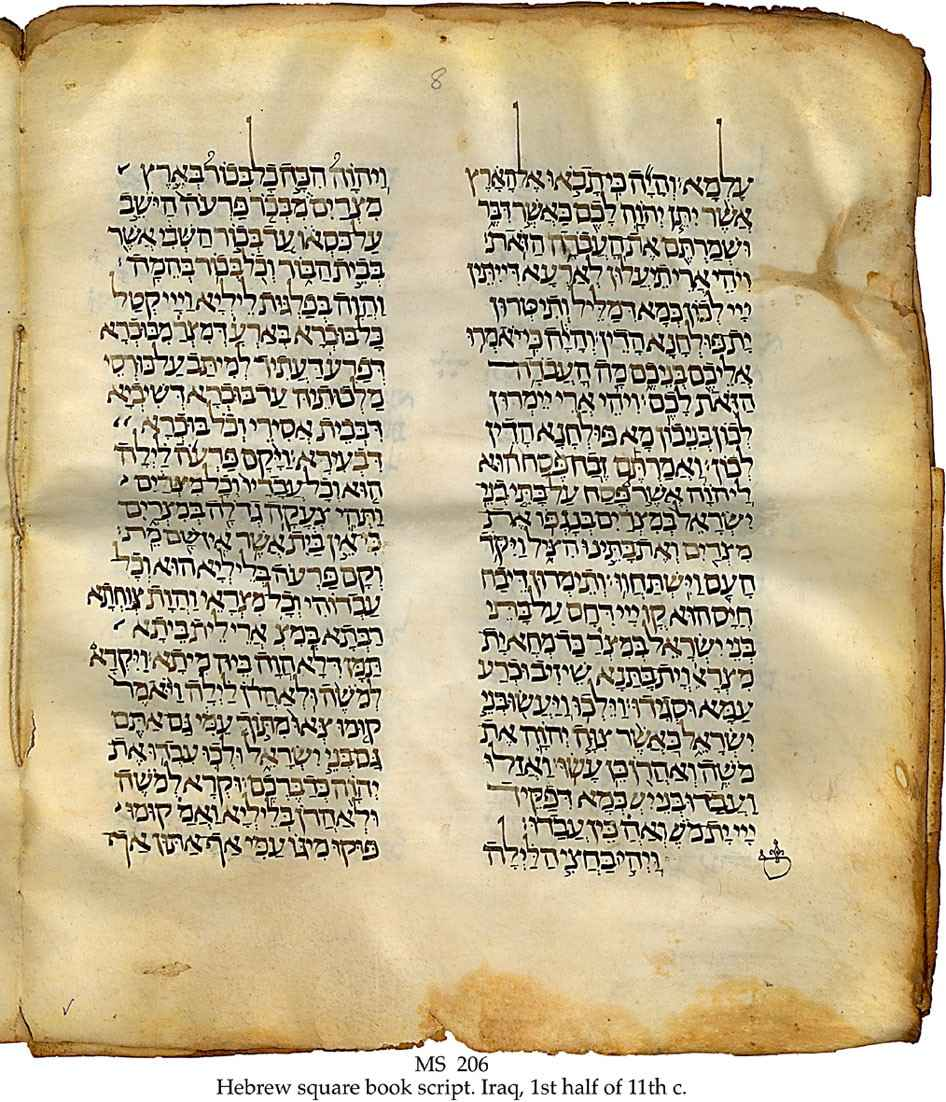
2 Mose 12:25-31, i manuskript från 1000-talet

Targum (aram.-nyhebr. targum, "tolkning",
plur. targumim) är den arameiska översättningen av Gamla Testamentet. 
Då efter återkomsten från den babyloniska fångenskapen (omkring 460 f.Kr.) arameiskan småningom blev judarnas folkspråk med undanträngande av hebreiskan, som knappt förstods av andra än de skriftlärda, uppkom den seden, att de stycken av bibeltexten, som upplästes vid synagogans gudstjänst, av en särskild
meturgeman ("tolkare", plur. meturgemanin) översattes för församlingen på arameiska. 
Denna tolkning var dock mindre en ordagrann översättning än en parafraserande förklaring, vilken även hade till ändamål att göra folket förtroget med andan i de nya lagbud, som av de skriftlärda anknöts till textorden, att motverka den samaritanska sekterismen samt framför allt att bringa de religiösa lärorna och i all synnerhet gudsbegreppet i närmare överensstämmelse med en nyare tids, av hellensk filosofi påverkad, ideellare uppfattning. Det mest karakteristiska draget i dessa targumer är också den omsorg, varmed de genom bildlig uppfattning och omskrivning undviker bibeltextens naiva antropomorfismer och antropopatismer.